# Clovis Chézel
 Clovis Chézel , né le 24 juin 1862 à Reims, ouvrier tisseur, a été élu conseiller municipal et adjoint au maire de la ville de Reims.
Il participa activement à la vie de la ville de Reims et en particulier à celle du quartier de Sainte-Anne à Reims.

## Biographie
Clovis Désiré Chézel est né à Reims le 24 juin 1862.
Il exerce le métier d’ouvrier tisseur.
Il épouse en 1886 à Reims, Marie Julie Lemart, puis en 1922, Marie Augustine Coutures.
Il fut gérant d’une succursale des Comptoirs français dans le quartier de Sainte-Anne à Reims.
Il décède le 6 mars 1941 et repose au Cimetière du Sud de Reims.

## Nominations
Il est élu conseiller municipal en 1892, puis à nouveau en 1900 jusqu’à son décès.
Il fut nommé adjoint au maire de Reims en 1919.
Il fut également Conseillers d'arrondissement de 1919 à 1940 avec une appartenance au RAD.

## Distinction
Il a reçu la Légion d’honneur.

## Hommage
- En hommage à Clovis Chézel, l’ancienne Ancienne rue du Faubourg-Fléchambault à Reims, est renommée en 1941 rue Clovis Chézel[2].
- L'école maternelle située 34 rue Ledru Rollin à Reims est dénommée "Ecole maternelle Clovis Chézel"

,